# Iracema (Roraima)
Iracema è un comune del Brasile nello Stato di Roraima, parte della mesoregione del Sul de Roraima e della microregione di Caracaraí.